# Cercopithecus mitis
Cercopithecus mitis (Мавпа голуба або діадемна) — вид приматів з роду Мавпа (Cercopithecus) родини мавпові (Cercopithecidae).

## Опис
C. mitis невеликі (важать від 4 до 6 кг) і деревні. Довжина тіла від 40 до 70 см, довжина хвоста від 70 до 100 см. Верхні частини тіла сірі, кінцівки темніші. Лице майже голе, як правило, темного кольору (рідко синє), і має добре розвинену мускулатуру. C. mitis також відома як діадемна мавпа, тому що має смугу блідого хутра трохи вище лінії брів. Білі вуса добре розвинені у самців. Самці більші за самиць. Ікла самців також трохи більші. Зубна формула: 2/2 1/1 3/3 2/2 = 32.

## Поширення
Країни проживання: Ангола, Бурунді, Демократична Республіка Конго, Ефіопія, Кенія, Малаві, Мозамбік, Руанда, Сомалі, ПАР, Судан, Есватіні, Танзанія, Уганда, Замбія, Зімбабве. Зустрічається від рівня моря до 3800 м над рівнем моря. Цей вид присутній в багатьох типах лісів, включаючи низовинні і гірські тропічні вологі ліси, річкові та галерейні ліси, ліси дельт річок і бамбукові ліси.

## Стиль життя
Розмір групи становить від 2 до більш ніж 40 осіб. Мавпи харчуються в основному фруктами, також насінням, листям та іншими частинами рослин. Вони також доповнювати свій раціон безхребетними тваринами, такими як хробаки. Відомі хижаки: Panthera pardus.
Спарювання може відбуватися протягом усього року. Період вагітності складає близько 176 днів, після чого зазвичай народжуються один малюк. Годування молоком триває близько шести місяців, статева зрілість настає в три роки. Самці повинні залишити їх рідну групу в цей час, самиці ж зазвичай залишаються. тривалість життя, ймовірно, близько 20 років.

## Загрози та охорона
Немає серйозних загроз для цього виду в цілому. Хоча він, як правило, під загрозою до деякої міри в результаті збезлісення і фрагментації середовища проживання. Цьому виду також загрожує полювання в місцях (на продукти харчування, частини тварини також використовуються локально для традиційної медицини. 
Цей вид занесений до Додатка II СІТЕС. Цей вид присутній в багатьох охоронних територій по всьому ареалу.